# Valīsdeh
Valīsdeh (persiska: وليسده, وِليسدِه) är en ort i Iran.   Den ligger i provinsen Mazandaran, i den norra delen av landet, 110 km nordost om huvudstaden Teheran. Valīsdeh ligger 62 meter över havet och antalet invånare är 517.
Terrängen runt Valīsdeh är platt åt nordost, men åt sydväst är den kuperad. Terrängen runt Valīsdeh sluttar norrut. Runt Valīsdeh är det ganska tätbefolkat, med 149 invånare per kvadratkilometer. Närmaste större samhälle är Āmol, 7,1 km öster om Valīsdeh. Trakten runt Valīsdeh består till största delen av jordbruksmark.